# Cvetak zanovetak
Cvetak zanovetak je prva zgoščenka srbske pop-folk pevke Svetlane Ražnatović - Cece, ki je bila objavljena junija 1988, v beograjski založbeni hiši PGP RTB. 
Pevka je album posnela po zmagi na festivalu narodne glasbe Ilidža Fest v Sarajevu, kjer je s pesmijo Cvetak zanovetak prejela nagrado občinstva. 
Na albumu se je kot poseben gost v pesmi Ja tebe hoću pojavil folk pevec Ljuba Lukić.  Pevka je zaradi tega sodelovanja bila presrečna, saj je bil Ljuba v tem času zelo znan pevec. 

## Seznam skladb
| Št.             | Naslov                            | Besedilo        | Glasba          | Dolžina |
| --------------- | --------------------------------- | --------------- | --------------- | ------- |
| 1.              | „Cvetak zanovetak‟                | B. Majdanac     | D. Ivanković    | 3:27    |
| 2.              | „Želim te u mladosti‟             | B. Maćešić      | M. Kodić        | 3:45    |
| 3.              | „Đački spomenari‟                 | M. Janković     | D. Ivanković    | 4:23    |
| 4.              | „Veliko srce‟                     | R. Mudrinić     | M. Kodić        | 3:34    |
| 5.              | „Kuda žuriš‟                      | M. Ž. Ilić      | B. Đorđević     | 3:20    |
| 6.              | „Očima te pijem‟                  | S. Spasić       | B. Đorđević     | 3:08    |
| 7.              | „Detelina sa četiri lista‟        | D. Erić         | D. Ivanković    | 5:00    |
| 8.              | „Eto, eto prođe leto‟             | B. Milojković   | M. Kodić        | 3:47    |
| 9.              | „Ja tebe hoću (duet Ljuba Lukić)‟ | V. Petković     | B. Đorđević     | 2:56    |
| Skupna dolžina: | Skupna dolžina:                   | Skupna dolžina: | Skupna dolžina: | 33:20   |

## Promocija zgoščenke
Pevka za pesmi s svojega prvega albuma ni posnela videospotov, je pa nastopala v različnih televizijskih oddajah v Srbiji, Črni gori in Bosni in Hercegovini.  
Čeprav koncertne promocije zgoščenke ni bilo, je pevka vendarle nastopila na nekaj manjših koncertov, ki jih je organizirala založba PGP RTB.
Ceca je pesem Cvetak zanovetak prvič, po 30-ih letih, zapela avgusta 2019, na koncertu v črnogorskem Top Hillu. 

## Uspeh na portalu YouTube
Celoten album je bil leta 2013 objavljen na pevkini uradni YouTube strani. Naslovna pesem trenutno šteje več kot 2 milijona ogledov. (avgust 2019) 

## Naklada
Prvi Cecin album je dosegel "zlato" naklado (po standardih založbene hiše PGP RTB, je to pomenilo najmanj 50 tisoč prodanih izvodov).

## Zgodovina objave zgoščenke
| Država      | Datum       | Založba | Oblika |
| ----------- | ----------- | ------- | ------ |
| Jugoslavija | junij, 1988 | PGP RTB | MC, LP |

## Ostale informacije
- Aranžmaji: M. Kodić in B. Đorđević
- Producent: D. Ivanković
- Tonski snemalec: M. Todorović
- Fotograf: Z. Kuzmanović
- Oblikovanje plošče: I. Ćulum
- Glasbeni urednik: M. Đorđević
- Glavni in odgovorni urednik: S. Terzić
- Recenzija: D. Stojković